# Velka
Velka – wieś w Słowenii, w gminie Dravograd. W 2018 roku liczyła 44 mieszkańców.